# Clara, Offaly
För andra betydelser, se Clara.
Clara (iriska: Clóirtheach eller An Clárach) är en mindre stad i Offaly på Irland, belägen i den centrala delen av landet.
Clara ligger på vägen N80 omkring 12 kilometer nordöst om Tullamore och har en järnvägsstation på järnvägslinjen mellan Dublin och Ballina / Westport / Galway. Clara var en gång i tiden en järnvägsknut, med en linje till Streamstown och den idag nedstängda Athlone-Mullingarlinjen.
Clara är också ett berg, Clara Mountain, strax sydväst om Millstreet i grevskapet Cork på Irland, gränsande till grevskapet Kerry.